# Vourles
Vourles är en kommun i departementet Rhône i regionen Auvergne-Rhône-Alpes i östra Frankrike. Kommunen ligger i kantonen Saint-Genis-Laval som tillhör arrondissementet Lyon. År 2022 hade Vourles 3 353 invånare.

## Befolkningsutveckling
Antalet invånare i kommunen Vourles
| Referens: INSEE |